# Голый страх
«Голый страх» (англ. Naked Fear; другое название — «Обнажённый страх») — фильм режиссёра Тома Эберхардта.

## Сюжет
Молодая стриптизёрша приезжает из штата Техас в город в штате Нью-Мексико, где охота широко распространена. Но, после съёма её незнакомцем, она просыпается полностью обнаженной в лесу… Охота началась!!

## В ролях
- Даниэлла Де Лука — Диана Кэлпер
- Джей. Ди. Гарфилд — Колин Мэндел
- Эррон Шивер — Дуайт Терри
- Джо Мантенья — шериф Том Беник

## Съёмочная группа
- Режиссёр: Том Эберхардт (Thom Eberhardt)
- Сценарий: Кристин Оливия Васкес (Christine Olivia Vasquez)
- Продюсеры: Рональд Эс. Дюнас (Ronald S. Dunas)
- Исполнительные продюсеры: Том Эберхардт (Thom Eberhardt), Кристин Оливия Васкес (Christine Olivia Vasquez)
- Оператор: Джон Грэйс (John Grace)
- Композитор: Джереми Скотт Рейнболт (Jeremy Scott Reinbolt)
- Монтаж: Боско Клайн (Bosco Cline)
- Подбор актёров: Элизабет Гэбел (Elizabeth Gabel), Джин Вассиларос (Gene Vassilaros)
- Художник по костюмам: Кэтрин Морган (Katherine Morgan)

Производство «R. Sanders D. Productions», «HDNM Entertainment»